# Weskus DBG
Weskus DBG was een districtsbestuursgebied in het Zuid-Afrikaanse district Weskus. Het heeft bestaan tussen 2001 en 2011.
Het districsbestuursgebied ligt in de provincie West-Kaap en telt 4259 inwoners.